# Sanna Antikainen
Sanna Maarit Antikainen, född Vehviläinen 3 oktober 1988 i Kuopio, är en finländsk politiker (Sannfinländarna). Hon är ledamot av Finlands riksdag sedan 2019.
Antikainen blev invald i riksdagen i riksdagsvalet 2019 med 5 805 röster från Savolax-Karelens valkrets. Hon omvaldes i riksdagsvalet 2023 med 7 720 röster.